# 浮田継朔
浮田 継朔（うきた つぐもと、寛政8年（1796年） - 明治2年11月29日（1869年12月31日））は、江戸時代末期から明治にかけての人物。八丈島に配流となった宇喜多一族。通称は庄松、儀助、半六。父は宇喜多秀道。子に継安、秀種。弟に勇松、儀三郎。

## 生涯
寛政8年（1796年）、宇喜多嫡家（孫九郎家）の当主宇喜多秀道の長男として生まれる。
文政6年（1823年）、実家に戻り浮田半六家を継いだ父秀道の死を受けて、浮田半六家の家督を相続。
後に隠居して、家督を長男継安に譲る。
弘化2年（1846年）、継安の死去により、孫九郎家を継いでいた次男秀種が実家に戻り浮田半六家の家督を相続。
明治2年（1869年）死去（戒名は等覚院）。